# Moffen

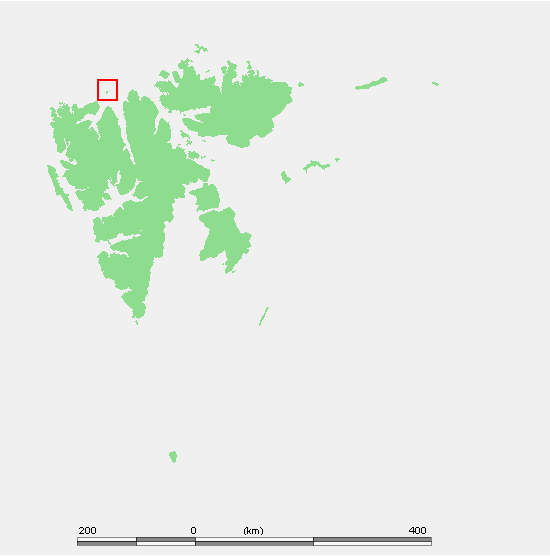
Lägeskarta

Moffen är en ö som ligger norr om Wijdefjordens utlopp på nordsidan av Spetsbergen på Svalbard. Ön är helt platt och är genom detta lättilgänglig för havslevande däggdjur. Ön är en särskilt viktig viloplats för valross, som finns i stora kolonier på ön. Ön är också en viktig häckningsplats for fåglar.

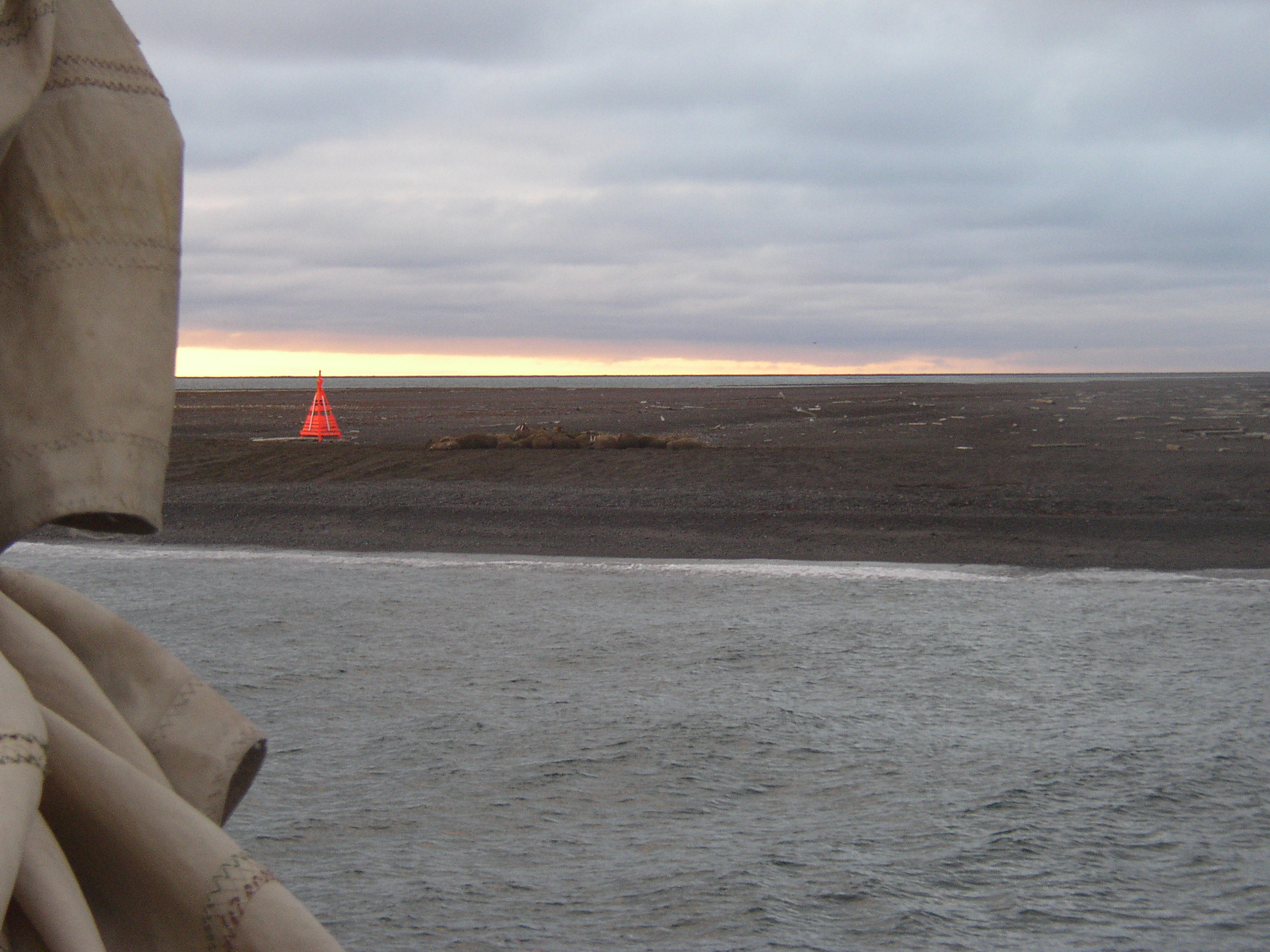
Valrossar på Moffen

Namnet kommer från det nederländska ordet moffen som är ett nedsättande ord för tyskar (Jansz 1651), eller tysk Muffen (Martens, 1675).
Hela ön ingår i Moffen naturreservat och är en del av Nordvest-Spitsbergen nationalpark.
Under perioden 15 maj – 15 september råder landstigningsförbud på ön. Förbudet att vistas där inkluderar en 300 meter lång zon ut i havet, räknat från den strandlinje som finns vid lågvatten